# Serata di gala (Wodehouse)
Serata di gala (Gala Night) è un racconto dello scrittore inglese P. G. Wodehouse, pubblicato per la prima volta in volume nel 1933 nella raccolta di racconti Le sere di Mulliner (Mulliner Nights).

## Trama
Mr. Mulliner, frequentatore del club Anglers' Rest (Il riposo dei Pescatori), continua a raccontare le vicende di suo nipote Augustine, il giovane curato divenuto dapprima segretario del vescovo di Stortford e poi vicario a Lower Brisket-in-the-midden (vedi Il "Buck-U-Uppo" Mulliner e Il vescovo si risveglia), grazie all'assunzione di uno straordinario tonico inventato dallo zio Wilfred Mulliner «per indurre gli elefanti in India a comportarsi con nonchalance durante le cacce alla tigre».
Ronald Bracy-Gascoigne e Hypatia Wace si sono fidanzati. Hypatia risiede al vicariato: è amica d'infanzia di Jane, la moglie di Augustine, ma anche nipote e pupilla del superiore ecclesiastico di Augustine, il vescovo di Stortford. Il vescovo, e soprattutto la moglie Pricilla, si oppongono però al matrimonio di Ronald e Hypatia in quanto Ronald, che ama ballare nei locali notturni, è giudicato frivolo. Quando il vescovo e la moglie giungono al vicariato, Hypatia somministra loro una dose eccessiva del tonico di Mulliner con effetti inaspettati: il vescovo e la moglie si travestono e vanno in una sala da ballo. Nel locale giunge la polizia per una retata: il vescovo e la moglie aggrediscono i poliziotti. Il tonico viene somministrato anche a un poliziotto che li aveva inseguiti fino al vicariato per arrestarli, e anche quest'ultimo cambia atteggiamento nei confronti dei locali malfamati («Cosa c'è di male? Lasciamo che la gente si diverta come vuole, ecco quel che dico. E se la polizia ci si mette di mezzo, beh, tiragli un pugno nell'occhio, dico io, proprio come lei ha fatto con l'agente Booker». Naturalmente cade ogni veto nei confronti del fidanzato di Hypatia.

## Edizioni
Il racconto fu pubblicato nel numero di maggio 1930 della rivista femminile statunitense Cosmopolitan sulla rivista inglese The Strand Magazine di giugno 1930. Fu rivisto e adattato agli altri racconti, quando fu inserito nella raccolta Mulliner Nights.
- P. G. Wodehouse, Gala Night. In: Mulliner nights, London: Herbert Jenkins, 1933
- P. G. Wodehouse, Gala Night. In: Mulliner nights, New York: Doubleday, 1933
- P. G. Wodehouse, Serata di gala. In: Le serate di Mulliner: romanzo umoristico inglese; traduzione di Alberto Tedeschi, Milano: Bietti, 1933, Coll. Nuovissima collezione letteraria n. 83, 287 p.
- P. G. Wodehouse, Serata di gala. In: Le sere di Mulliner; introduzione di Franco Cavallone; traduzione di Luigi Brioschi, Milano: Biblioteca Universale Rizzoli, 1985, Coll. BUR n. 543, 227 p., ISBN 88-17-16543-3